# Cucina giordana

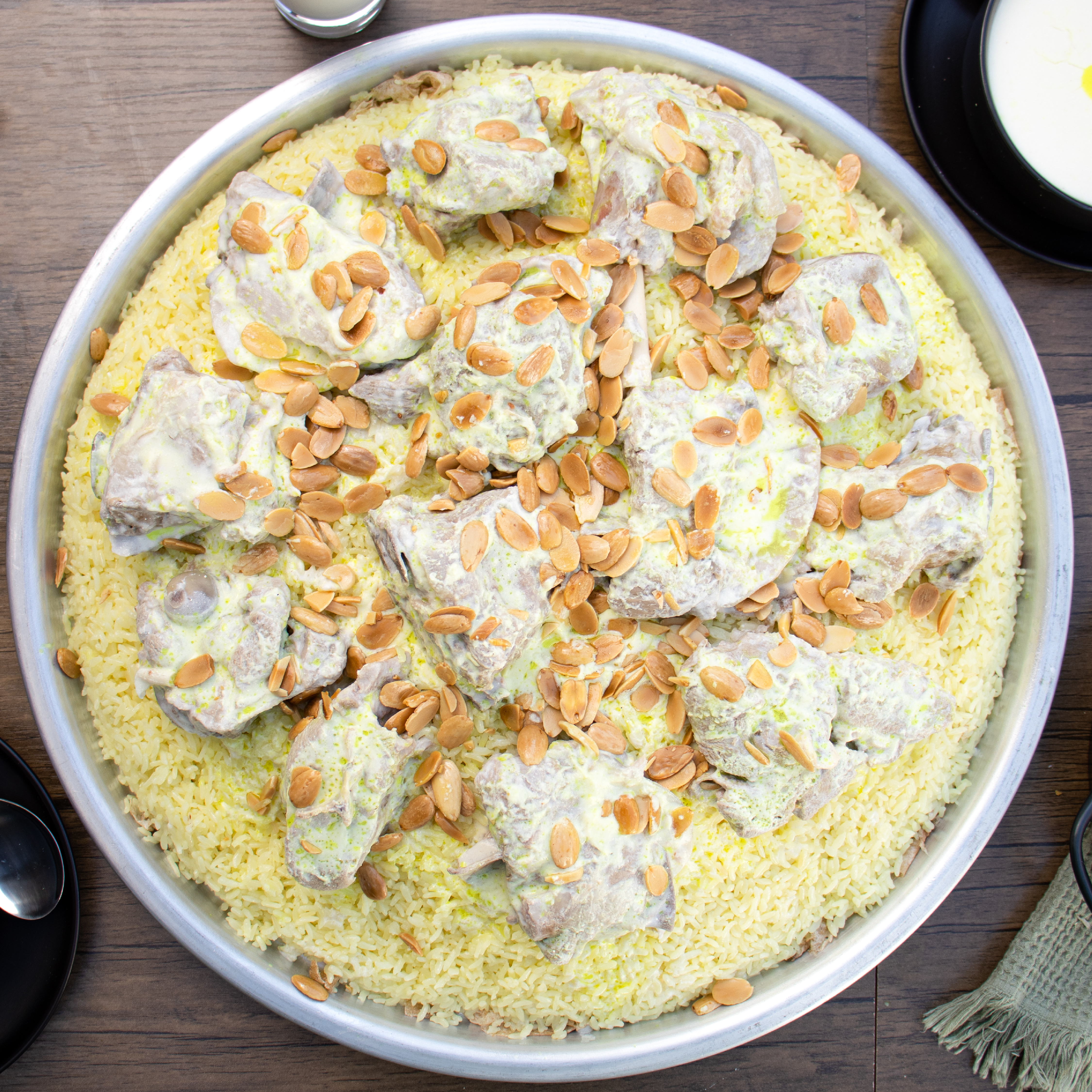
Il mansaf, tradizionale piatto beduino

La cucina giordana comprende le abitudini culinarie della Giordania e dei popoli che vi abitano, in particolare giordani, palestinesi e circassi. Essa è parte della cucina mediorientale e si rifà per lo più alla sua tradizione beduina.

## Piatti principali

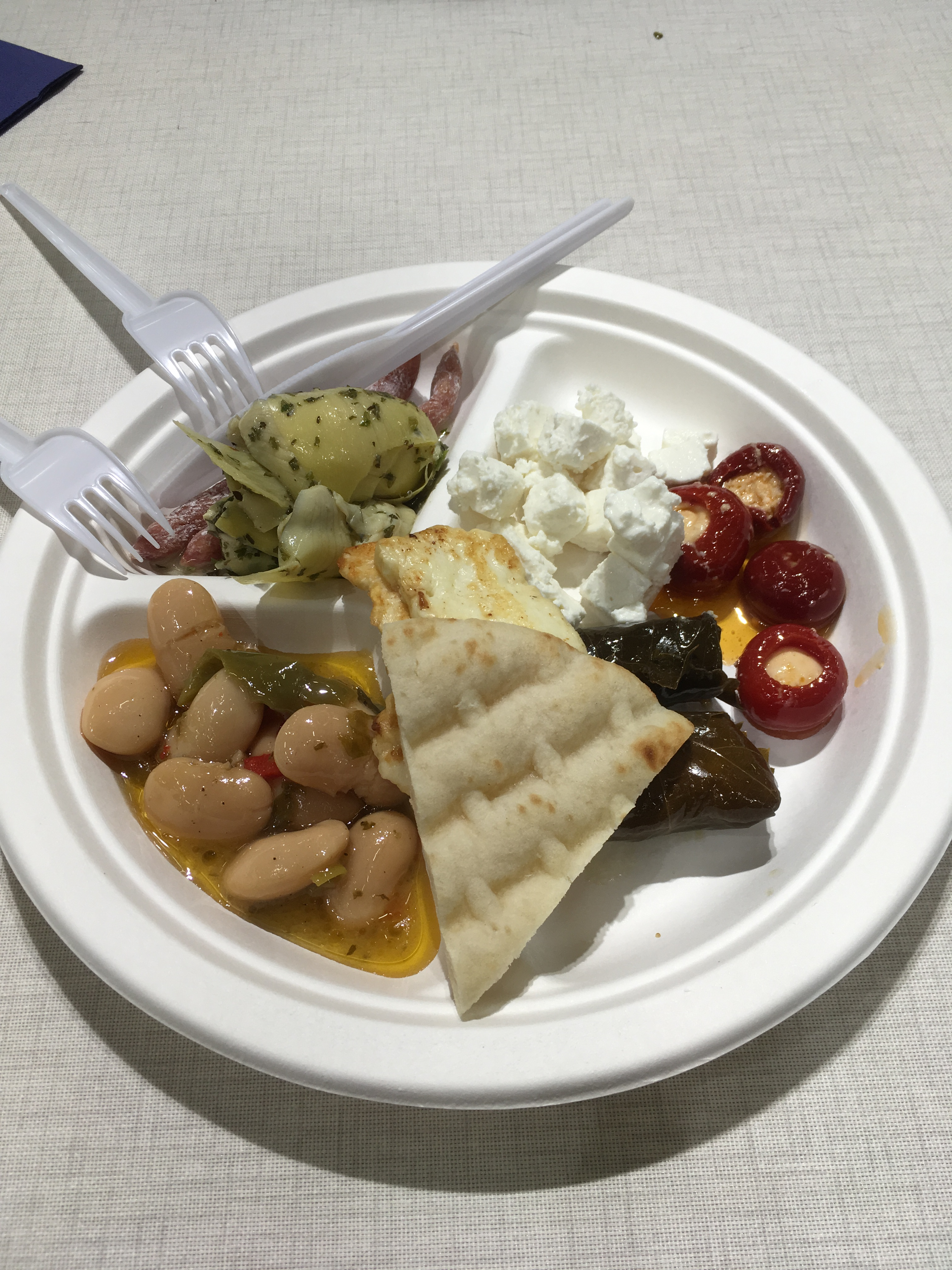
Un piatto di meze

La classica colazione giordana prevede solitamente fuul (fagioli freddi) conditi con olio di oliva, formaggio, olive e pane azzimo, accompagnati da caffè o tè nero. Tra i piatti tradizionali troviamo il Dahoud Pasha, a base di riso condito con uno stufato di polpette con cipolle, pinoli e pomodori, e il mansaf, rigorosamente consumato con la mano destra e a base di riso e carne di montone o cammello, condito occasionalmente con pinoli, spezie e con una salsa fatta con yogurt e grasso di montone. Il makluba proviene invece dalla tradizione palestinese ed è un piatto di riso con carne e verdure stufate, tipicamente melanzane o cavolfiori, mentre la meze è una serie di piatti caldi e freddi contesa tra giordani e libanesi. Essa comprende solitamente delle creme come hummus e baba ghanouj, insieme a piatti freddi quali fattoush, shanklish, tahina, tabbouleh e labneh. Tra le pietanze calde comprese nella meze troviamo invece kubbeh, fata'ir e falafel. La mulukhia è invece una pianta egiziana simile agli spinaci e talvolta presente anche nel deserto giordano, solitamente usata per accompagnare lo stufato di agnello, mentre il musakhan è a base di pollo condito con cipolle, olio d'oliva e pinoli e cotto nel forno su una fetta di pane azzimo. Le foglie di vite sono un condimento usato per lo stufato di carne oppure per insaporire il riso assieme ad altre erbe aromatiche.
La carne è diffusa nelle aree urbane della Giordania, mentre tra i beduini è considerata un cibo di lusso. Agnello e vitello sono le carni più comuni, a differenza del maiale che è proibito dalla religione islamica. La classica marinatura per la carne è la taklia, consistente nell'uso di coriandolo fritto e aglio pestati con l'omonimo mortaio. Lo shawarma consiste in fette di agnello posizionate su uno spiedo verticale e cotte alla griglia, condite poi con prezzemolo, cipolle e pomodori oppure usate per accompagnare il pane. Il meshwi e lo shishkebab sono i tipi di barbeque più popolari in Giordania, mentre il kubbeh è carne macinata tipicamente accompagnata dal burghul, il cosiddetto "grano spezzato". Tipico della zona di Al-Karak è il kubbeh con lo yogurt. Un altro piatto fondante della cucina giordana è il mahshi, fatto con verdure (tipicamente melanzane o zucchine) ripiene di carne, riso, cipolle e spezie.
Tra i dolci più popolari della zona troviamo la baklava, un dolce a base di pasta fillo guarnito con pinoli e miele, e gli ataif, dei pancake fritti riempiti con formaggio e noci e guarniti con uno sciroppo. L'eish assaraya è invece un dolce a base di pane, crema e pistacchio, mentre il kanafeh è un classico dessert di Nablus. I ghrabieh sono dei dolci di pistacchio tipicamente preparati durante le feste di Pasqua e Natale, mentre la ma'mounia e la muhallabia sono due dolci siriani a base di semolino e riso macinato.
Le bevande più tipiche sono il caffè e il sahlab, una bevanda a base di latte e fatta con farina di salep, servita con pistacchi, cannella e acqua di rose.